# Гонсув (Мазовецьке воєводство)
Гонсув (пол. Gąsów) — село в Польщі, у гміні Гужно Гарволінського повіту Мазовецького воєводства.
Населення — 157 осіб (2011).
У 1975-1998 роках село належало до Седлецького воєводства.

## Демографія
Демографічна структура станом на 31 березня 2011 року:
|          | Загалом | Допрацездатний вік | Працездатний вік | Постпрацездатний вік |
| -------- | ------- | ------------------ | ---------------- | -------------------- |
| Чоловіки | 85      | 24                 | 55               | 6                    |
| Жінки    | 72      | 16                 | 39               | 17                   |
| Разом    | 157     | 40                 | 94               | 23                   |